# The Wallflowers (альбом)
The Wallflowers — дебютный студийный альбом  американской рок-группы The Wallflowers, изданный в августе 1992 года на лейбле Virgin Records.

## Об альбоме
Поначалу было продано только 40 000 копий The Wallflowers, но в настоящее время это число достигло 1 000 000. Басист Барри Магуайр покинул группу сразу же после выхода этой записи, и на гастролях в поддержку альбома его заменил школьный друг Дилана Грег Ричлинг, играющий в коллективе по сей день.

## Список композиций
Слова и музыка всех песен — Джейкоба Дилана, за исключением «After the Blackbird Sings», написанной The Wallflowers совместно.
| №                   | Название                    | Длительность |
| ------------------- | --------------------------- | ------------ |
| 1.                  | «Shy of the Moon»           | 3:17         |
| 2.                  | «Sugarfoot»                 | 5:28         |
| 3.                  | «Sidewalk Annie»            | 5:18         |
| 4.                  | «Hollywood»                 | 7:02         |
| 5.                  | «Be Your Own Girl»          | 5:16         |
| 6.                  | «Another One in the Dark»   | 6:31         |
| 7.                  | «Ashes to Ashes»            | 5:00         |
| 8.                  | «After the Blackbird Sings» | 4:49         |
| 9.                  | «Somebody Else's Money»     | 8:26         |
| 10.                 | «Asleep at the Wheel»       | 4:49         |
| 11.                 | «Honeybee»                  | 9:14         |
| 12.                 | «For the Life of Me»        | 4:16         |
| Общая длительность: | Общая длительность:         | 69:29        |

## Участники записи
- Джейкоб Дилан — вокал, гитара, фортепиано
- Рами Джаффе — клавишные, бэк-вокал
- Барри Магуайр — бас-гитара, бэк-вокал
- Тоби Миллер — соло-гитара
- Питер Яновиц — ударные, перкуссия